# معركة حلب (1918)
حُوربت معركة حلب في 25 أكتوبر 1918، وقتما احتلت قوات الأمير فيصل الشريفية المدينة في إبّان السعي إلى حريتان من دمشق في الأيام الأخيرة من حملة سيناء وفلسطين في الحرب العالمية الأولى.
بعد انتصار الإمبراطورية الإنجليزية في معركة مجدو، تعرضت بقايا مجموعة جيش يلدريم التابع للإمبراطورية العثمانية من عمان إلى المطاردة على أيدي قوات الأمير فيصل الشريفية التي احتلت درعا في 27 سبتمبر، من ميمنة فرقة الفرسان الرابعة. في غضون ذلك، استولت الفرقة المحمولة الأسترالية التي تلتها فرقة الفرسان الخامسة من فلول مجموعة جيش يلدريم المنسحبين من تلال يهودا، على دمشق في 1 أكتوبر 1918، وعلى عدة آلاف من الأسرى الألمان والعثمانيين وأميال عديدة من أراضي الإمبراطورية العثمانية سابقًا. تمكنت بقايا من مجموعة جيش يلدريم من الفرار من دمشق، والاحتشاد في رياق قبل أن تتراجع عبر حمص وحماة باتجاه حلب. عانى فيلق فرسان الصحراء من خسائر فادحة بسبب المرض أدت إلى تأخير سعيهم إلى دمشق واستنزافه، والذي استُؤنف عبر 24 سيارة في ثلاث بطاريات من العربات المصفحة، وثلاث دوريات بالسيارات الخفيفة المسلحة بالرشاشات. تلقوا دعمًا من اللواء المحمول الخامس عشر خاصة الخدمة الإمبراطورية التابع للفرقة المحمولة الخامسة مع ما تبقى من الفرقة في أعقابهم.
بعد أن غطت ميمنة السعي إلى دمشق، تابعت قوات الأمير فيصيل الشريفية ناحية الشمال على طول خط حديد الحجاز لتصل إلى مشارف حلب. بعد مهاجمة دفاعٍ ذي حراسة خلفية متينة جنوب المدينة في وقت سابق من اليوم، تجاوزوا تحت جنح الظلام تلك التحصينات لدخول حلب، حيث استمر القتال القريب في الشوارع لمعظم الليل. احتلّت القوات الشريفية المدينة بحلول الصباح.

## خلفية
عقب النجاح الشامل في معركة مجدو، شجع السير هينري ويلسون، رئيس هيئة الأركان العامة الإمبراطورية (سي جي آي إس) في وزارة الحرب البريطانية الجنرال ألينبي قائد قوة التجريدة المصرية متذرعًا بفكرة أن القوة قادرة على فعل أي شيء وطلب منه التفكير بغزوة لسلاح الفرسان على حلب. أردف ويلسون أن مجلس الوزراء الحربي مستعد لتحمل المسؤولية الكاملة عن أي نتائج غير ناجحة.
انسحب نحو 19.000 جندي عثماني ناحية الشمال بحلول الأول من أكتوبر، ولم يكُن أكثر من 4.000 منهم مجهزين وقادرين على القتال. نقل ليمان فون ساندرز مقره إلى بعلبك وأمر بقايا مجموعة جيش يلدريم في حيفا ودرعا بالاحتشاد في رياق. كان الفوج 146 آخر التشكيلات التي غادرت دمشق في 30 سبتمبر. بعد سماع أن وادي بردى قد أُغلق، غادر فون هامرشتاين دمشق عبر طريق حمص في أعقاب اللواء الثالث، الفرقة الرابعة والعشرين وفرقة الفرسان الثالثة إلى رياق حيث كانت حتى بقايا الفرقة الثالثة والأربعين من الجيش الثاني والتي لم تكن منخرطة بالقتال «مُصابة بعدوى الهلع». لم تحافظ إلا بقايا لواء آسيا خاصة فون أوبين والفوج 146 الزاحفين من حمص على كونها «تشكيلات منضبطة» بحلول الثاني من أكتوبر.